# بيتر كينيث
بيتر كينيث (بالإنجليزية: Peter Kenneth)‏ هو سياسي كيني، ولد في 27 نوفمبر 1965 في كينيا. حزبياً، نشط في Kenya National Congress ‏. وقد انتخب عضو الجمعية الوطنية.

## وصلات خارجية
- الموقع الرسمي